# Amolops jaunsari
Espèce
Statut de conservation UICN

 DD  : Données insuffisantes
Amolops jaunsari est une espèce d'amphibiens de la famille des Ranidae.

## Répartition
Cette espèce est endémique de l'État d'Uttarakhand en Inde. Elle se rencontre à environ 500 m d'altitude dans le district de Dehradun,.

## Étymologie
Cette espèce est nommée en l'honneur des Jaunsaris.

## Publication originale
- Ray, 1992 : Two new hill-stream frogs of the genus Amolops Cope (Amphibia: Anura: Ranidae) from Uttar Pradesh (India). Indian Journal of Forestry, vol. 15, p. 346-350.